# Thamnophilus murinus
El batará murino (en Perú y Ecuador) (Thamnophilus murinus), también denominado batará ratón (en Colombia), pavita gris (en Venezuela) o choca gris, es una especie de ave paseriforme de la familia Thamnophilidae perteneciente al numeroso género Thamnophilus. Es nativa del escudo guayanés y de la región amazónica en América del Sur.

## Distribución y hábitat
Se distribuye desde el centro este de Colombia, hacia el sur, por el este de Ecuador, este de Perú, occidente de la Amazonia brasileña, hasta el extremo norte de Bolivia, hacia el este por el sur de Venezuela, Guyana, Surinam, Guayana francesa y noreste de la Amazonia brasileña al norte del río Amazonas. Ver detalles en Subespecies.
Esta especie es considerada bastante común (especialmente hacia el oriente) en su hábitat natural: el estratos bajo y medio de selvas húmedas de terra firme, principalmente abajo de los 500 metros de altitud, llegando hasta los 1300 m en las laderas de los tepuyes.

## Sistemática

### Descripción original
La especie T. murinus fue descrita originalmente por los zoólogos británicos Philip Lutley Sclater y Osbert Salvin en 1868, bajo el mismo nombre científico; su localidad tipo es: «Manaus, Amazonas, Brasil.»

### Etimología
El nombre genérico «Thamnophilus» se compone de las palabras del griego «θαμνος thamnos»: arbusto y «φιλος philos»: que ama, que adora; significando «que ama arbustos»; y el nombre de la especie «murinus», proviene del latín «murinus»: relativo a ratón, «color gris-ratón».

### Taxonomía
La presente especie es hermana de Thamnophilus schistaceus, lo que fue corroborado por análisis genéticos. La subespecie cayennensis puede representar el extremo de un cline de variación de plumaje dentro de la subesepcie nominal; son necesarios más estudios.

### Subespecies
Según las clasificaciones del Congreso Ornitológico Internacional (IOC) (Versión 7.2, 2017) y Clements Checklist v.2016, se reconocen tres subespecies, con su correspondiente distribución geográfica:
- Thamnophilus murinus murinus Sclater & Salvin, 1868 – centro este de Colombia (este de Guainía, este de Vaupés), sur de Venezuela (Amazonas, Bolívar), Guyana, Surinam y Brasil al norte del río Amazonas (desde ambas márgenes del río Negro hacia el este hasta el noreste del estado de Amazonas).
- Thamnophilus murinus cayennensis Todd, 1927 – Guayana francesa y noreste de la Amazonia brasileña al norte del río Amazonas (Amapá, norte de Pará).
- Thamnophilus murinus canipennis Todd, 1927 – sureste de Colombia (Amazonas), este de Ecuador, este de Perú (al sur hasta Ucayali y a lo largo de la base de los Andes hasta el noroeste de Madre de Dios), oeste de Brasil (al este hasta el río Japurá y, al sur del río Amazonas, hasta el río Madeira) y extremo norte de Bolivia (este de Pando).